# Puchar Europy Mistrzów Klubowych w piłce siatkowej (1972/1973)
Puchar Europy Mistrzów Krajowych 1972/1973 – 14. sezon Pucharu Europy Mistrzów Krajowych rozgrywanego od 1959 roku, organizowanego przez Europejską Konfederację Piłki Siatkowej (CEV) w ramach europejskich pucharów dla męskich klubowych zespołów siatkarskich "starego kontynentu".

## Drużyny uczestniczące
| Państwo        | Drużyna                     |
| -------------- | --------------------------- |
| Austria        | ASKO DTJ Wiedeń             |
| Belgia         | Deurnes                     |
| Belgia         | Rebels Lier                 |
| Bułgaria       | CSKA Sofia                  |
| Czechosłowacja | Rudá Hvězda Praga           |
| Czechosłowacja | Zetor Zbrojovka Brno        |
| Hiszpania      | Real Madryt                 |
| Francja        | MUC Montpellier             |
| Grecja         | Panathinaikos Ateny         |
| Holandia       | Delta Lloyd AMVJ Amstelveen |
| Jugosławia     | Banat Zrenjanin             |
| Luksemburg     | Aris Bonnevoie              |
| Polska         | Resovia                     |
| NRD            | SC Lipsk                    |
| Rumunia        | Dinamo Bukareszt            |
| RFN            | USC Münster                 |
| Węgry          | Ujpest Dosza                |
| Włochy         | Panini Modena               |
| ZSRR           | CSKA Moskwa                 |

## Runda wstępna
| Data | Drużyna 1           | Wynik | Drużyna 2           | Sety |
| ---- | ------------------- | ----- | ------------------- | ---- |
|      | GIK Banat Zrenjanin | 1:3   | CSKA Sofia          |      |
|      | CSKA Sofia          | 3:1   | GIK Banat Zrenjanin |      |
|      |                     |       |                     |      |
|      | Aris Bonnevoie      | 1:3   | Real Madryt         |      |
|      | Real Madryt         | 3:0   | Aris Bonnevoie      |      |
|      |                     |       |                     |      |
|      | ASKO DTJ Wiedeń     | 0:3   | Panathinaikos Ateny |      |
|      | Panathinaikos Ateny |       | ASKO DTJ Wiedeń     |      |

## Faza finałowa

### Runda 1/8
| Data       | Drużyna 1                   | Wynik | Drużyna 2                   | Sety              |
| ---------- | --------------------------- | ----- | --------------------------- | ----------------- |
|            | Dinamo Bukareszt            | 1:3   | CSKA Moskwa                 |                   |
|            | CSKA Moskwa                 | 3:0   | Dinamo Bukareszt            |                   |
|            |                             |       |                             |                   |
|            | Ujpest Dosza                | 3:0   | CSKA Sofia                  |                   |
|            | CSKA Sofia                  | 3:0   | Ujpest Dosza                |                   |
|            |                             |       |                             |                   |
|            | USC Münster                 | 1:3   | Rudá Hvězda Praga           |                   |
|            | Rudá Hvězda Praga           | 3:0   | USC Münster                 |                   |
|            |                             |       |                             |                   |
|            | Wisła Kraków                | 3:0   | Deurne                      |                   |
|            | Deurne                      | 0:3   | Wisła Kraków                |                   |
|            |                             |       |                             |                   |
|            | MUC Montpellier             | 1:3   | Delta Lloyd AMVJ Amstelveen |                   |
|            | Delta Lloyd AMVJ Amstelveen | 3:0   | MUC Montpellier             |                   |
|            |                             |       |                             |                   |
|            | Rebels Lier                 | 0:3   | SC Lipsk                    |                   |
|            | SC Lipsk                    | 3:0   | Rebels Lier                 |                   |
|            |                             |       |                             |                   |
| 10.12.1972 | Real Madryt                 | 0:3   | Resovia                     | 7:15, 12:15, 9:15 |
| 17.12.1972 | Resovia                     | 3:0   | Real Madryt                 | 15:4, 15:5, 15:7  |
|            |                             |       |                             |                   |
|            | Panathinaikos Ateny         |       | Zetor Zbrojovka Brno        |                   |
|            | Zetor Zbrojovka Brno        | 3:0   | Panathinaikos Ateny         |                   |

### Półfinał

#### Grupa A
Modena
Wyniki
| Data  | Drużyna 1                   | Wynik | Drużyna 2                   | Sety |
| ----- | --------------------------- | ----- | --------------------------- | ---- |
| 09.02 | Delta Lloyd AMVJ Amstelveen | 3:0   | Panini Modena               |      |
| 09.02 | CSKA Moskwa                 | 3:0   | Rudá Hvězda Praga           |      |
|       |                             |       |                             |      |
| 10.02 | CSKA Moskwa                 | 3:0   | Panini Modena               |      |
| 10.02 | Rudá Hvězda Praga           | 3:0   | Delta Lloyd AMVJ Amstelveen |      |
|       |                             |       |                             |      |
| 11.02 | CSKA Moskwa                 | 3:1   | Delta Lloyd AMVJ Amstelveen |      |
| 11.02 | Rudá Hvězda Praga           | 3:0   | Panini Modena               |      |

Tabela
| Lp. | Drużyna                     | Pkt | Mecze | Mecze | Mecze | Sety | Sety | Sety  |
| Lp. | Drużyna                     | Pkt | M     | W     | P     | wyg. | prz. | ratio |
| --- | --------------------------- | --- | ----- | ----- | ----- | ---- | ---- | ----- |
| 1   | CSKA Moskwa                 | 6   | 3     | 3     | 0     | 9    | 1    | 9.000 |
| 2   | Rudá Hvězda Praga           | 5   | 3     | 2     | 1     | 6    | 3    | 2.000 |
| 3   | Delta Lloyd AMVJ Amstelveen | 4   | 3     | 1     | 2     | 4    | 6    | 0.667 |
| 4   | Panini Modena               | 3   | 3     | 0     | 3     | 0    | 9    | 0.000 |

#### Grupa B
Brno
Wyniki
| Data       | Drużyna 1            | Wynik | Drużyna 2            | Sety                             |
| ---------- | -------------------- | ----- | -------------------- | -------------------------------- |
| 09.02.1973 | SC Lipsk             | 3:1   | Ujpest Dosza         |                                  |
| 09.02.1973 | Resovia              | 3:2   | Zetor Zbrojovka Brno | 9:15, 9:15, 16:14, 15:7, 15:5    |
|            |                      |       |                      |                                  |
| 10.02.1973 | Resovia              | 3:2   | SC Lipsk             | 15:10, 15:12, 5:15, 11:15, 15:13 |
| 10.02.1973 | Zetor Zbrojovka Brno | 3:1   | Ujpest Dosza         |                                  |
|            |                      |       |                      |                                  |
| 11.02.1973 | Resovia              | 3:0   | Ujpest Dosza         | 15:7, 15:10, 15:7                |
| 11.02.1973 | Zetor Zbrojovka Brno | 3:0   | SC Lipsk             |                                  |

Tabela
| Lp. | Drużyna              | Pkt | Mecze | Mecze | Mecze | Sety | Sety | Sety  |
| Lp. | Drużyna              | Pkt | M     | W     | P     | wyg. | prz. | ratio |
| --- | -------------------- | --- | ----- | ----- | ----- | ---- | ---- | ----- |
| 1   | Resovia              | 6   | 3     | 3     | 0     | 9    | 4    | 2.250 |
| 2   | Zetor Zbrojovka Brno | 5   | 3     | 2     | 1     | 8    | 4    | 2.000 |
| 3   | SC Lipsk             | 4   | 3     | 1     | 2     | 3    | 7    | 0.429 |
| 4   | Ujpest Dosza         | 3   | 3     | 0     | 3     | 4    | 9    | 0.444 |

### Finał
Antwerpia
Wyniki
| Data  | Drużyna 1         | Wynik | Drużyna 2            | Sety                          |
| ----- | ----------------- | ----- | -------------------- | ----------------------------- |
| 23.03 | Resovia           | 3:2   | Zetor Zbrojovka Brno | 15:6, 9:15, 15:7, 13:15, 15:4 |
| 23.03 | CSKA Moskwa       | 3:1   | Rudá Hvězda Praga    |                               |
|       |                   |       |                      |                               |
| 24.03 | Rudá Hvězda Praga | 3:2   | Zetor Zbrojovka Brno |                               |
| 24.03 | CSKA Moskwa       | 3:0   | Resovia              | 15:7, 15:4, 15:8              |
|       |                   |       |                      |                               |
| 25.03 | CSKA Moskwa       | 3:1   | Zetor Zbrojovka Brno |                               |
| 25.03 | Resovia           | 3:1   | Rudá Hvězda Praga    | 15:11, 13:15, 15:8, 15:9      |

Tabela
| Lp. | Drużyna              | Pkt | Mecze | Mecze | Mecze | Sety | Sety | Sety  |
| Lp. | Drużyna              | Pkt | M     | W     | P     | wyg. | prz. | ratio |
| --- | -------------------- | --- | ----- | ----- | ----- | ---- | ---- | ----- |
| 1   | CSKA Moskwa          | 6   | 3     | 3     | 0     | 9    | 2    | 4.500 |
| 2   | Resovia              | 5   | 3     | 2     | 1     | 6    | 6    | 1.000 |
| 3   | Rudá Hvězda Praga    | 4   | 3     | 1     | 2     | 5    | 8    | 0.625 |
| 4   | Zetor Zbrojovka Brno | 3   | 3     | 0     | 3     | 5    | 9    | 0.556 |

## Klasyfikacja końcowa
| Miejsce | Drużyna              |
| ------- | -------------------- |
| złoto   | CSKA Moskwa          |
| srebro  | Resovia              |
| brąz    | Rudá Hvězda Praga    |
| 4.      | Zetor Zbrojovka Brno |